# Energía potencial electrostática

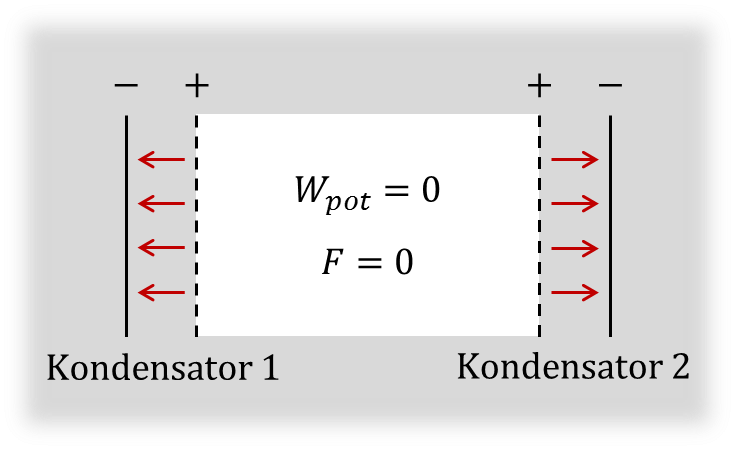
Ejemplo de preparación para la prueba de la curva de potencial.

La energía potencial electrostática o  energía potencial eléctrica es un tipo de energía potencial (medida en julios en el S.I.) que resulta de la fuerza de Coulomb y está asociada a la configuración particular de un conjunto de cargas puntuales en un sistema definido. No se debe confundir con el potencial eléctrico (medido en voltios). El término "energía potencial eléctrica" se suele emplear para describir la energía potencial en sistemas con campos eléctricos que varían con el tiempo, mientras que el término "Energía potencial electrostática" hace referencia a la energía potencial en sistemas con campos eléctricos constantes en el tiempo.

## Definición
La referencia cero se suele tomar en el estado en que las cargas puntuales están muy separadas ("separadas infinitamente") y están en reposo.: §25-1 

### Una carga puntual
Para una carga puntual q en presencia de un campo eléctrico E producido por otra carga puntual Q, la energía potencial electrostática se define como el negativo del trabajo hecho por la fuerza electrostática para llevar la carga desde la posición de referencia rref hasta la posición r: matemáticamente esto es una integral de línea. El campo eléctrico es conservativo, y, para una carga puntual, es radial, por lo que el trabajo es independiente de la trayectoria y es igual a la diferencia de energía potencial entre los puntos extremos del movimiento. Matemáticamente:
{\displaystyle U_{E}(r_{\rm {ref}})-U_{E}(r)=-W_{r_{\rm {ref}}\rightarrow r}=-\int _{{r}_{\rm {ref}}}^{r}\mathbf {F} \cdot \mathrm {d} \mathbf {r} =-q\int _{{r}_{\rm {ref}}}^{r}\mathbf {E} \cdot \mathrm {d} \mathbf {r} \,\!}
donde:
- r = posición en un espacio tridimensional, usando coordenadas cartesianas r = (x, y, z), r = |r| es el módulo del vector de posición,
- {\displaystyle \scriptstyle W_{r_{\rm {ref}}\rightarrow r}} es el trabajo hecho para llevar la carga desde la posición de referencia rref hasta r,
- F = Fuerza producida sobre q por Q,
- E = Campo eléctrico producido por Q.

Normalmente UE se considera cero cuando rref es infinito:
{\displaystyle U_{E}(r_{\rm {ref}}=\infty )=0\,\!}
por lo que
{\displaystyle -U_{E}(r)=-\int _{\infty }^{r}\mathbf {F} \cdot \mathrm {d} \mathbf {r} =-q\int _{\infty }^{r}\mathbf {E} \cdot \mathrm {d} \mathbf {r} \,\!}
Como E y por lo tanto F, y r, son radiales desde Q, F y dr deben ser antiparalelos por lo que
{\displaystyle \mathbf {F} \cdot \mathrm {d} \mathbf {r} =|\mathbf {F} |\cdot |\mathrm {d} \mathbf {r} |\cos(\pi )=-F\mathrm {d} r\,\!}
usando la Ley de Coulomb:
{\displaystyle F={\frac {1}{4\pi \varepsilon _{0}}}{\frac {qQ}{r^{2}}}\,\!}
podemos evaluar la integral:
{\displaystyle U_{E}(r)=\int _{\infty }^{r}\mathbf {F} \cdot \mathrm {d} \mathbf {r} =-\int _{\infty }^{r}{\frac {1}{4\pi \varepsilon _{0}}}{\frac {qQ}{r^{2}}}{\rm {d}}r={\frac {1}{4\pi \varepsilon _{0}}}{\frac {qQ}{r}}\,\!}
Normalmente la constante ke llamada constante de Coulomb se usa en estas expresiones. En unidades del Sistema Internacional, la constante de Coulomb  es
{\displaystyle k_{e}={\frac {1}{4\pi \varepsilon _{0}}}},
siendo {\displaystyle \varepsilon _{0}} la constante dieléctrica.

## Energía en dispositivos electrónicos
Algunos elementos en un circuito pueden transformar energía de una forma a otra. Por ejemplo, una resistencia convierte energía eléctrica en calor, y un condensador la almacena en su campo eléctrico.
La energía potencial eléctrica total almacenada es 
{\displaystyle U_{E}={\frac {1}{2}}QV={\frac {1}{2}}CV^{2}={\frac {Q^{2}}{2C}}}
donde C es la capacidad del condensador, V es la diferencia de potencial entre las placas y Q es la carga almacenada en el condensador.